# OutroEu (álbum)
OutroEu é o álbum de estreia da banda brasileira OutroEu, lançado no dia 28 de abril de 2017 através do selo SLAP, da Som Livre. É o primeiro e único álbum deles incluindo os quatro integrantes originais. O disco conta com 11 faixas, entre elas quatro inéditas e sete canções que o grupo já havia apresentado ao público anteriormente, como "Coisa de Casa", performada na terceira temporada do talent show Superstar, em 2016.
A maior parte do material inédito tem como compositor o vocalista principal da banda, Mike Tulio, além da co-autoria de Guto Oliveira. O álbum ainda apresenta uma colaboração com a cantora Sandy na faixa "Ai de Mim", incluída na trilha sonora da novela O Outro Lado do Paraíso, da TV Globo. "O Que Dizer de Você" aparece na trilha sonora de Tempo de Amar. "Dona Cila" é uma regravação da canção original de Maria Gadú. "Coisa de Casa" e "Ai de Mim" foram lançadas como singles.

## Lista de faixas
| N.º            | Título                  | Compositor(es)                             | Duração |  |
| 1.             | "Coisa de Casa"         | Mike Túlio Guto Oliveira                   | 3:35    |  |
| 2.             | "Zade"                  | Túlio Oliveira                             | 4:02    |  |
| 3.             | "Outro Eu"              | Túlio Oliveira                             | 4:28    |  |
| 4.             | "O Que Dizer de Você"   | Túlio                                      | 3:14    |  |
| 5.             | "Ai de Mim" (com Sandy) | Túlio Bernardo Martins Jullie              | 4:19    |  |
| 6.             | "O Que Te Faz Feliz?"   | Túlio Oliveira Juliano Cortuah             | 4:08    |  |
| 7.             | "Poema de Lágrimas"     | Oliveira Túlio                             | 3:37    |  |
| 8.             | "Dona Cila"             | Maria Gadú                                 | 2:24    |  |
| 9.             | "Pai"                   | Túlio Oliveira Felipe Lopes Rennan Azevedo | 3:28    |  |
| 10.            | "Até Mais"              | Oliveira                                   | 4:02    |  |
| 11.            | "Ferro"                 | Oliveira Túlio                             | 5:24    |  |
| Duração total: | Duração total:          | Duração total:                             | 42:00   |  |